# Casa Elisha Taylor
La Casa Elisha Taylor es una residencia privada histórica ubicada en 59 Alfred Street en Midtown Detroit, Míchigan, dentro del Distrito Histórico de Brush Park. Fue designada Sitio Histórico del Estado de Míchigan en 1973 y se incluyó en el Registro Nacional de Lugares Históricos en 1975. Desde 1981, ha servido como centro de estudios de arte y arquitectura, conocido como Art House.

## Historia

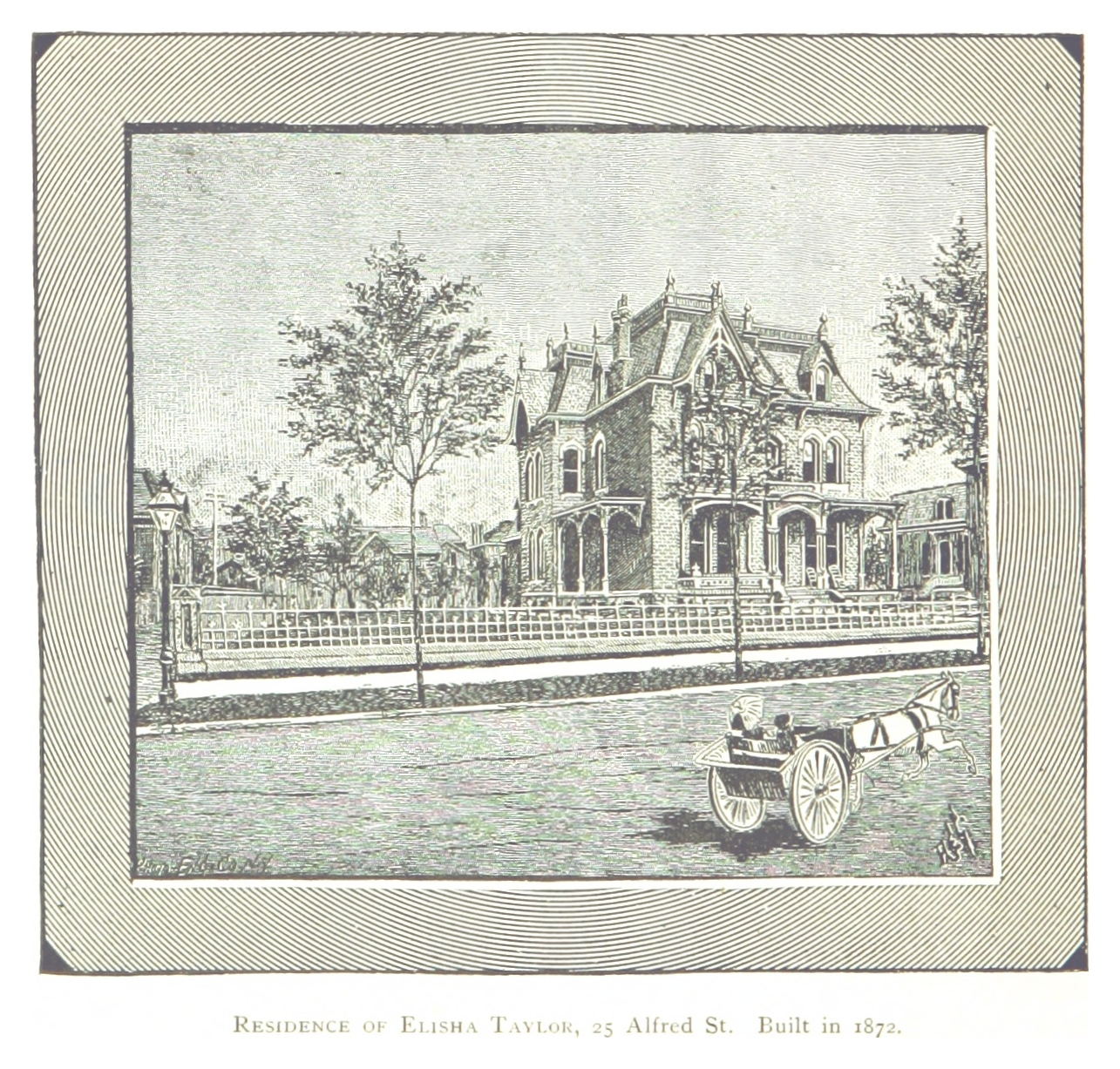
La casa de Elisha Taylor en un dibujo de 1884 de Silas Farmer.

Fue construida en 1871 para William H. Craig, un abogado local, especulador de tierras y presidente de la Detroit Board of Trade. Los arquitectos fueron Koch & Hess de Milwaukee y Detroit.
En 1875, Craig se la vendió a Elisha Taylor, un abogado que fue fiscal de la ciudad, asistente del fiscal general de Míchigan de 1837 a 1841 y comisionado de la Corte de Circuito de 1846 a 1854.

### Uso actual
Desde 1981, la estructura se ha utilizado como centro de estudios de arte y arquitectura. El interior ha sido bien conservado, con chimeneas originales, espejos, carpintería, yeso decorativo, estarcido, baldosas Mintons, pisos de parqué y vidrio grabado.

## Arquitectura
Tiene dos pisos y medio de altura, está hecha de ladrillo rojo sobre una base de piedra en bruto. La estructura es una mezcla ecléctica de neogótico y neo-tudor con elementos de Reina Ana y estilo italianizante .
Tiene un techo abuhardillado alto con grandes buhardillas que sobresalen y un borde inusual en la cima. Es uno de los mejores ejemplos que sobreviven en Detroit del diseño residencial posterior a la Guerra de Secesión.